# 戦略情報システム
戦略情報システム（せんりゃくじょうほうシステム、SIS、Strategic uses of Information Systems）の概念は、MIS（経営情報システム）の概念（企業内部に限定された概念）とは異なり、企業間の競争や預金者サービスのシステム概念（企業外部との関係を重視した概念）として登場した。この背景には、1980年代に、欧米での金融自由化、航空自由化政策（航空運賃の自由化）の導入に対応してに対応し、情報システムが大型コンピュータ本体による企業内活用から、情報ネットワーク（コンピュータと通信システムとの結合）として他社や消費者とのネットワーク接続の活用へと、情報技術の飛躍的発展したことが、背景にある。従って名称としては、SIN（Strategic uses of Information Network Systems）の方が誤解が少ないといってよい

　実際、歴史欄に示すように、1980年代以降、金融機関や航空会社の各社は、一般消費者に直接アクセスできるＡＴＭネットワークや自動予約システム（ＣＲＳ）の導入を競い、顧客獲得競争や競合他社との差別化に走ったのである。日本の場合は、世界に先駆けてオンライン化がスタートしたので、1970年代の日本の事例は、世界を先取りしたといってよい。
　ＳＩＳの定義としては、視点の異なる複数のものがある。これは、ＳＩＳの実態が多様であることを反映している。ワズマンによる「企業の競争戦略を支援しまたは形成することを意図した情報技術の利用法」が有名であり一般的である。より分かりやすい定義は、シノットによる「情報技術を応用して顧客を獲得し市場を制覇すること」である。わが国では、根本忠明が「ＳＩＳとは、顧客サービスの創造をめざす戦略展開を支援する、情報技術の革新的な活用をいう」と定義している。また、システムコンサルタントの辻淳二による「SISとは、時代の流れに合わせて企業が生き残る（競争力の保持）、変容する（新市場の創出）、進化する（組織の革新）のための機動力をもたらすシステムのことである」がより具体的である。
歴　史
　日本での先駆例は、昭和40年代（1960年代後半）の都市銀行間でのオンイラン・システムの一斉導入による競争であった。これは、高度成長期を迎え、大企業を中心に企業の設備投資への膨大な融資に対応して都市銀行が大幅な資金獲得のために、一般大衆から預金者獲得のためのオンライン導入であり、当時当時（1970年）は世界最先端をいくものであった。当時はＭＩＳと呼ばれていたオンライン・システム（オペレーション。システム）であったが、実質は都市銀行の生き残りをかけた大掛かりな設備投資であり、預金者獲得競争のＳＩＳであった。この状況は都市銀行各社の社史に詳細が記録されている。アメリカの企業におけるオンライン・システム（1980年代以降は、ネットワークに名称変わる）の導入は、オイルショック以降の1970年代後半に入ってからであり、米の金融自由化や航空自由化後に競争が本格化し、その後欧州や日本の業界との世界競争に発展したのである。
　国際競争が展開されるのは、日本では1980年代後半である。アメリカ国内での航空業界のＣＲＳ（予約システム）競争が、欧州や日本にも押し寄せ、各国の航空業界や旅行会社は、その対応に追われ、ＣＲＳの設備投資やネット提携相手の選択を迫られたのである。日本ではユナイテッド航空のＣＲＳが国内で稼働（1986年）が始まり、マスコミは第三の黒船襲来と大騒ぎした。
　日本で、企業での戦略情報システム（SIS、Strategic Information System ）への関心が高まり、SISブームが数年にわたり起こったのは、1989年に翻訳出版されたワイズマンの書の紹介（訳書は1989年）による。この競争戦略の概念は、M・ポーターの『競争優位の戦略』(1985年)から採用されている。今まで人間がやっていたルーチンワークを情報システムの導入によってより効率よく行うことを目指していたMISが、オンライン化がすすみ消費者や他社とのネットワーク化が可能になり始めると、経営トップの決断（情報化の設備投資や提携戦略）が求められるようになった。
　ＳＩＳの紹介する内容に誤解が大きいのは、DSS（意思決定支援システム）の概念（ウィキペディア参照）との混乱である。ＤＳＳは経営者の意思決定の判断に用いられる情報提のシステムであり、ＭＩＳの3階層システムの最上位システム（経営トップレベル）である。これに対して、ＳＩＳは預金者獲得競争や競合他社との競争優位のための情報技術であり、大半はＭＩＳの3階層の底辺システム（オペレーション・システム）である。

## 具体例
ＳＩＳの事例は沢山あり、大手企業による限られたものでは決してない。ベンチャー企業といった企業にも多々認められる。その先駆例として、近畿日本ツーリストの旅館予約オンライン・システム（ＣＲＳ)の事例がある。1964年の東京五輪に合わせて営業開始した新幹線に代表される大量高速輸送時代の始まりとともに、国内旅行は団体手旅行から個人旅行へとシフトしはじめていた。同社の当時の副社長馬場勇はリアルタイム・システムの導入を決断し、1967年に実施に漕ぎつけた。当時、資本金2億円の企業（従業員3000人）が、社運を賭けた3億円もの初期投資を行い、世界的みても画期的な予約システムを完成させた。このシステムは1970年の大阪万博（日本人の3人に2人が訪問、約6400万人）で多大な威力を発揮した。この経緯については、城山三郎の『臨331１に乗れ』に詳しい。馬場勇個人については、ウィキペディアを参照。
　1970年代の事例としては、日本経済新聞社の電算写植システム（ＣＴＳ、1967年開始、1978年完成）があげられる。日経の社長に園城寺次郎は、総合情報産業への進出という長期構想を掲げ、新聞紙面の電算化により新聞データの多重活用を試みた。日本語特有のコンピュータ化の技術的困難さに阻まれ、多大なの情報化投資による多額の借入金残高にもかかわらず、10年にも及ぶ開発の末にＣＴＳを完成した。その結果、本誌のほかに産業紙、流通紙などを発行させ、当時業界5位の新聞社を現在の姿に発展させる基礎を築いた。この顛末は、杉山隆男の『メディアの興亡』（昭和61年）に詳しい。
　21世紀のＳＩＳ事例としては、セブンイレブンのコンビニＡＴＭの導入である。セブンイレブンは、1999年に自社グループ内の店舗にATMを設置しコンビニ店での利便性を高めたあと、セブン&アイの元会長である鈴木敏文の決断と指導のもとで「アイワイバンク」(2001年、現セブン銀行)を設立し、コンビニＡＴＭからの手数料収入（当初は銀行からの）で成立するビジネスを創造した。その後、コンビニ店内だけでなく証券会社、空港、地下鉄など多方面に拡大し、2021 年末に設置台数は26,000 台に達し郵貯銀行のＡＴＭネットワークに並ぶ、日本最大のATMネットワークに発展している。詳しくは、セブン銀行のホームページ（「これまでの取り組みと社会的課題の変化」）を参照。

## 関連書籍
- 『戦略的情報システム』：根本忠明著　東洋経済新報社　1990年11月　ISBN 4-492-58074-3
- 『情報戦略のこころ』：辻淳二著　企画センター　昭和60年
- 『SISは企業を変える』：那野比古著　講談社現代新書 1991年 ISBN 978-4061490635
- 『戦略的情報システム』：ワイズマン・Ｃ著、土屋守章・辻新六共訳　ダイヤモンド社　1989年（Wiseman，C.，Stragic　Information　Systems，Richard　D.Trwin，1988）。
- 『戦略的情報システム：ＣＩＯの任務と実務』：シノット・Ｗ著、成田光彰訳、日刊工業新聞社　昭和63年（Synnott、W．R.，The Information Weapon：Winning　Customers　and　Markets　with　Technology，John & Sons，Inc.,1987）